# Lokomotiv Konkret
Lokomotiv Konkret är en svensk jazzgrupp som bildades 1976. 
Lokomotiv Konkret uppger sig framföra "fria improvisationer över rättvis fördelning av världens resurser i ett ekologiskt hållbart samhälle grundat på demokrati, jämlikhet och solidaritet". Medlemmar är Tommy Björk (slagverk), Dror Feiler (saxofoner, klarinetter, elektronik) och Sören Runolf (elgitarr, cello, elektronik). På deras tidigare inspelningar medverkar även Lars Liljeholm (bastrombon, 1978), Pär Nordfält (bastrombon, 1978), Sten Sandell (piano, 1980) och Sigge Krantz (bas, 1983).

## Diskografi
- 1979 – Stockholm Augusti, 1978 (LP, Urspår URS 1)
- 1980 – Lokomotiv Konkret (LP, Urspår URS 4)
- 1983 – The Sky Is The Limit (LP, Organic Music OM 4)
- 1990 – A Voice Still Heard (CD, Alice Musik Produktion ALCD 003)
- 1995 – Kein Aber (CD, Leo Lab LEO LAB CD 011)